# Vrícko
Vrícko (deutsch Münnichwies oder Münichwiesen, ungarisch Turócremete – bis 1907 Vrickó) ist ein slowakisches Bergdorf im Hauerland.

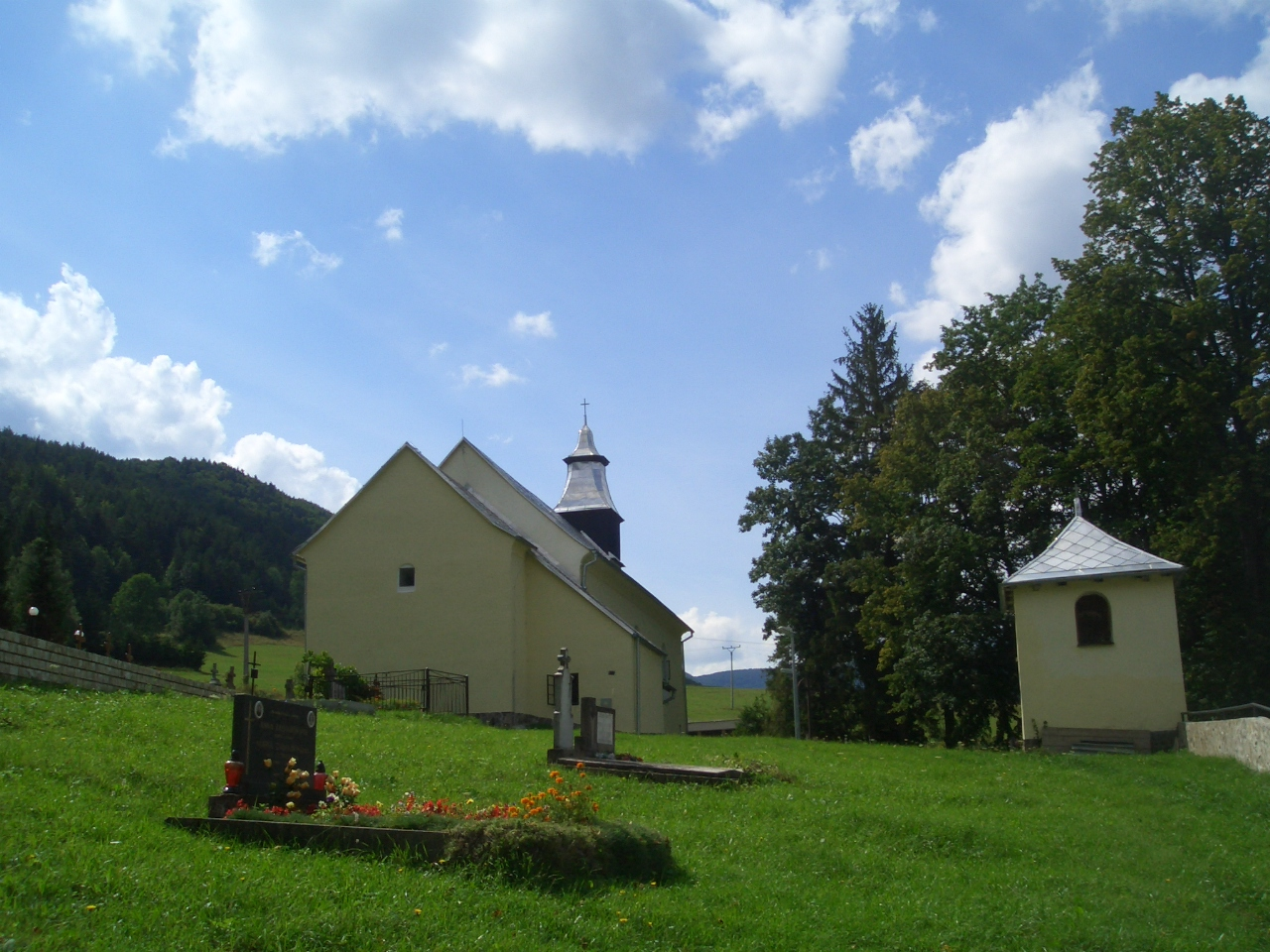
Sankt-Bartholomäus-Kirche mit Glockenturm

## Geschichte
Im Jahre 1258 wurde der Ort erstmals als Mönchfeld – Mönchwies – Wiese des Mönchordens listenmäßig erfasst. Die Mönche aus dem nahen Kloster (Kláštor pod Znievom) bewirtschafteten zur damaligen Zeit das bewaldete Tal. Mit der Besiedlung durch vornehmlich aus Bayern und Österreich kommenden Köhlern und Hirten wurde das Tal gerodet und ein Waldhufendorf gegründet.
1488 wurde der Ort urkundlich als deutsche Kolonistengemeinde auf Grundlage des käuflich Erbrichterrechts gegründet. Erst 1848 wurde die Leibeigenschaft aufgehoben.
Obwohl Münnichwies bis 1918 zu Ungarn gehörte, ehe es nach dem Ersten Weltkrieg an die Tschechoslowakei abgetreten wurde, war der überwiegende Bevölkerungsteil stets deutsch. So bekannten sich 1921 bei der Volkszählung von 1969 Einwohnern 1941 zur deutschen Volkszugehörigkeit. Nach dem Zweiten Weltkrieg musste der größte Teil der Bevölkerung jedoch seine Heimat verlassen. Der Weg dieser Vertriebenen führte hauptsächlich nach Mecklenburg und Südwestdeutschland.

## Bevölkerung
| Jahr                | 1994 | 2004    | 2014    | 2024    |
| ------------------- | ---- | ------- | ------- | ------- |
| Anzahl der Personen | 397  | 427     | 451     | 433     |
| Unterschied         |      | +7,55 % | +5,62 % | −3,99 % |

| Jahr                | 2023 | 2024    |
| ------------------- | ---- | ------- |
| Anzahl der Personen | 438  | 433     |
| Unterschied         |      | −1,14 % |

## Kirche Sankt Bartholomäus
Bereits seit 1631 gab es in Vrícko ein kleines Kirchengebäude, das 1715 von Weihbischof Lukas Natali von Gran (Esztergom) geweiht wurde. 1788 wurde die Kirche aufgrund der stetig wachsenden Bevölkerung um ein neues Kirchenschiff erweitert. Bereits ein Jahr zuvor wurde das Pfarrhaus errichtet und eine eigene Pfarrei gegründet. Davor wurden die geistlichen Pflichten vom Pfarrer des nahen Klosters verrichtet.
Ebenfalls im 18. Jahrhundert wurde der freistehende Glockenturm erbaut.

## Sohn des Ortes
- Paul Häusler (1925–2005), Maler